# Заруддя (Теофіпольська селищна громада)
Зару́ддя — село в Україні,  у Теофіпольській селищній громаді Хмельницького району Хмельницької області. Розташоване на півночі району. До 2020 підпорядковане Лідихівській сільській раді.
Засноване 1618 року. У селі 99 дворів, 258 мешканців (2007).

## Історія
Вперше село згадується 5 травня 1573 року в зізнанні возного (судового свідка) Кременецького земського суду про огляд маєтку Заруддя, що належав зем’янам (власникам) князя Костянтина Острозького — Іванові і Федорові Зарудським. Біля села протікає річка Рудь, очевидно, поселення від неї й одержало назву. 
Станом на 1886 рік в колишньому власницькому селі Колківської волості Старокостянтинівського повіту Волинської губернії мешкало 342 особи, налічувалось 45 дворових господарств, існували 2 постоялих будинки й водяний млин.
7 (20) листопада 1917 року, відповідно до.Третього Універсалу Української Центральної Ради, увійшло до складу Української Народної Республіки.
12 червня 2020 року, відповідно до розпорядження Кабінету Міністрів України № 727-р «Про визначення адміністративних центрів та затвердження територій територіальних громад Хмельницької області», увійшло до складу Теофіпольської селищної громади.
19 липня 2020 року, в результаті адміністративно-територіальної реформи та ліквідації Теофіпольського району, село увійшло до складу Хмельницького району.

## Відомі люди
Шклярук Петро—український військовослужбовець, учасник російсько-української війни.